# Automobile Construction and Engineering Company
Automobile Construction and Engineering Company war ein US-amerikanischer Hersteller von Automobilen.

## Unternehmensgeschichte
Das Unternehmen hatte seinen Sitz in Philadelphia in Pennsylvania. Es stellte 1914 einige Automobile und Teile her. Der Markenname lautete Automobile Construction. Im Gegensatz zu vielen anderen Herstellern richtete sich das Angebot vor allem an Händler, die eigene Fahrzeuge herstellen und unter eigenem Namen vermarkten wollten.
Es gab keine Verbindung zur Automobile Construction Company, die zwischen 1901 und 1902 ebenfalls Autos der Marke Automobile Construction herstellte.

## Fahrzeuge
Das Fahrgestell hatte einen Radstand von 279 cm. Ein Vierzylindermotor von der Continental Motors Company trieb über ein Dreiganggetriebe und eine Kardanwelle die Hinterachse an. Der Neupreis betrug 675 US-Dollar.